# Kostrza (województwo małopolskie)
Kostrza – wieś w Polsce położona w województwie małopolskim, w powiecie limanowskim, w gminie Jodłownik.
Od 16 października 1930 siedziba gminy Kostrza (wcześniej Ryje, Kostrza-Ryje), w powiecie limanowskim, województwie krakowskim. W latach 1975–1998 miejscowość administracyjnie należała do województwa nowosądeckiego. Integralne części miejscowości: Dział, Górki, Na Łazy, Pod Kostrzą, Podlesie.
We wsi tej w 1936 roku urodził się Konrad Hejmo, polski duchowny katolicki, dominikanin.